# Bassaniodes madeirensis
Bassaniodes madeirensis is een spinnensoort uit de familie van de krabspinnen (Thomisidae).
De wetenschappelijke naam van de soort werd in 1992 als Proxysticus madeirensis gepubliceerd door Jörg Wunderlich.